# Genevra Stone
Genevra „Gevvie“ Lea Stone (* 11. Juli 1985 in Boston) ist eine US-amerikanische Ruderin. Sie gewann 2016 die olympische Silbermedaille im Einer.

## Sportliche Karriere
Die 1,83 m große Stone gewann bei den U23-Weltmeisterschaften 2006 den Titel mit dem Achter und 2007 den Titel mit dem Doppelvierer. 2010 debütierte sie in Luzern im Ruder-Weltcup mit einem siebten Platz im Einer. Bei den Weltmeisterschaften 2011 belegte sie den elften Platz. Im Jahr darauf erreichte sie den siebten Platz bei den Olympischen Spielen in Eton. 
Nach einem Jahr Pause aus Studiengründen kehrte sie 2014 mit einem neunten Platz bei den Weltmeisterschaften in Amsterdam zurück. Im Jahr darauf erreichte sie den vierten Platz bei den Weltmeisterschaften 2015. 2016 belegte sie beim Weltcup in Luzern den zweiten Platz hinter der Australierin Kim Brennan. Brennan gewann auch die Goldmedaille bei den Olympischen Spielen in Rio de Janeiro, mit etwas über einer Sekunde Rückstand erkämpfte Genevra Stone die Silbermedaille.
2019 kehrte Stone auf die Regattastrecken zurück. Bei den Weltmeisterschaften in Linz/Ottensheim belegte sie zusammen mit Cicely Madden den fünften Platz im Doppelzweier. Ebenfalls den fünften Platz im Doppelzweier erreichte Stone bei den Olympischen Spielen in Tokio, ihre Partnerin war diesmal Kristina Wagner.
2014 promovierte Stone als Ärztin an der Tufts University. Sie ist die Tochter der Olympiaruderin von 1976 Lisa Hansen.